# ¡A Luchar!
¡A Luchar! (in italiano "A lottare!") è stato un movimento politico e sociale colombiano, formato nel 1985 da vari sindacati progressisti, organizzazioni studentesche, indigene, contadine e altri movimenti sociali. Influenzati dalle rivolte popolari in America centrale, in particolare in El Salvador e Nicaragua, e ispirati dalle idee del prete rivoluzionario Camilo Torres Restrepo, ¡A Luchar! mirava a prendere il potere instaurando una democrazia diretta.

## Origini
¡A Luchar! nacque in opposizione ai negoziati di pace e alla tregua concordata nel 1984 tra il governo di Belisario Betancur e alcune guerriglie come le Forze Armate Rivoluzionarie della Colombia (Fuerzas Armadas Revolucionarias de Colombia, FARC), l'Esercito Popolare di Liberazione (Ejército Popular de Liberación, EPL), l'Autodefensas Obreras (ADO) e il Movimento 19 aprile (Movimiento 19 de Abril, M-19). Molte organizzazioni sociali ritenevano che le rivendicazioni del popolo non fossero rappresentate ai tavoli negoziali e che i punti discussi non raccogliessero le lotte di studenti, indigeni, contadini e sindacati.
Il movimento prese il nome dalla parola d'ordine "Di fronte ai negoziati: ¡A Luchar!" (Frente a la negociación: ¡A Luchar!). Sebbene inizialmente non avesse grande seguito a livello nazionale, ¡A Luchar! fu la prima espressione sociale che cercò di dimostrare al governo che, mentre negoziava con le guerriglie, c'era un settore della società civile che iniziava a organizzare politicamente i colombiani scontenti.
Le origini del movimento risalgono alla metà degli anni '70, quando le aree rurali iniziarono ad avere più contatti con i centri urbani del paese, rendendo visibili nelle città i problemi economici e sociali delle campagne. Negli anni '80, un periodo segnato dall'espansione dei gruppi paramilitari, dal narcotraffico e dall'irruzione dei movimenti sociali e politici, varie organizzazioni confluirono per dare un nome al movimento.
¡A Luchar! emerse da un lungo processo di discussioni e cooperazione fra tre correnti della sinistra colombiana: l'Esercito di Liberazione Nazionale (Ejército de Liberación Nacional, ELN), il Partito Rivoluzionario dei Lavoratori (Partido Revolucionario de los Trabajadores, PRT) e il Movimiento de Integración Revolucionaria-Patria Libre (MIR-PL). Le tre organizzazioni iniziarono a collaborare nel 1984 e l'anno successivo, il 16-17 marzo 1985, fondarono ufficialmente ¡A Luchar! durante un incontro commemorativo dedicato a José Antonio Galán. Nella sua fase iniziale ¡A Luchar! mobilitò uno sciopero il 20 giugno contro le politiche di liberalizzazione del governo.

## Il congresso del 1986
Il movimento tenne il suo primo congresso nel teatro dedicato a Jorge Eliécer Gaitán a Bogotà dal 28 al 30 giugno 1986. Vi presero parte 850 delegati in rappresentanza di varie organizzazioni, tra cui:
- Colectivos de Trabajo Sindical (collegati all'ELN)
- Corriente de Integración Sindical (collegati al PRT)
- Movimiento Pan y Libertad (collegato al MIR-PL)
- Partito Socialista dei Lavoratori (Colombia)
- Comandos Revolucionarios de Trabajadores
- Frente Estudiantil Revolucionario-Sin Permiso (studenti dell'ELN)
- Comité de Activistas Creditarios
- Opinión Obrera

Oltre ai delegati, parteciparono circa 1000-1500 osservatori.
Nelson Berrío fu uno dei principali leader di ¡A Luchar!. Come l'Unión Patriótica, il movimento divenne un bersaglio dei gruppi paramilitari e molti dei suoi membri furono assassinati.
Una decade dopo la sua fondazione, le divisioni interne tra le varie organizzazioni che componevano ¡A Luchar! e la repressione statale portarono alla rottura del movimento a metà degli anni '90.

## Composizione e obiettivi
¡A Luchar! era composto principalmente da gruppi sindacali organizzati, movimenti di ispirazione trotzkista e organizzazioni politiche e sociali locali, come il Movimiento Pan y Libertad (MPL), la Corriente de Integración Sindical (CIS), i Colectivos de Trabajo Sindical (CTS) e il Partito Socialista dei Lavoratori (PST).
Il movimento si rivolgeva ai settori sociali astenuti dal voto, a coloro che cercavano vie di lotta diretta e a chi voleva formare governi paralleli allo Stato. Mirava a prendere il potere attraverso la democrazia diretta e il "potere popolare" (poder popular), concetto inteso come la forza trasformatrice della società.
Tra il 16 e il 17 marzo 1985, circa 7000 persone legate a questi gruppi si riunirono a Barrancabermeja per il lancio ufficiale del movimento. Uno degli obiettivi principali era indire uno sciopero civico nazionale per rivendicare aumenti salariali, la giornata lavorativa di 8 ore, sussidi di disoccupazione, il controllo dei prezzi dei beni di prima necessità. Altre richieste includevano la revoca dello stato d'assedio, la liberazione dei prigionieri politici e la punizione per gli ufficiali coinvolti in casi di tortura.
Il 20 giugno 1985 ¡A Luchar! debuttò sulla scena pubblica con una grande mobilitazione in occasione del secondo sciopero civico nazionale indetto dai sindacati, a cui parteciparono circa 50.000 contadini e settori popolari secondo il Cinep. Il governo reagì prontamente sospendendo lo status giuridico dei sindacati che appoggiarono lo sciopero. Questo fatto incrinò la fiducia nei portavoce sindacali e nei leader del movimento.

## Il movimento studentesco
Anche varie organizzazioni studentesche aderirono a ¡A Luchar!, influenzate dalle rivoluzioni di Cuba e Nicaragua. Tra queste c'era il Frente Estudiantil Revolucionario Sinpermiso (FER-Sp), il cui obiettivo era mobilitare gli studenti nelle università pubbliche per rivendicazioni specifiche e costruire il "potere popolare".
Il FER-Sp, fondato nel 1979 da ex militanti dell'EPL, mirava a portare le idee di ¡A Luchar! nelle università, collegandole alle esigenze degli studenti come più democrazia, maggiori finanziamenti, miglioramento del welfare. Incoraggiava anche il lavoro nei quartieri popolari in vista della "rivoluzione".  Le sue attività erano pianificate nelle "Plenarie Nazionali Studentesche ¡A Luchar!" dove si discuteva del contesto nazionale, della situazione delle università in termini di infrastrutture e investimenti, delle politiche della Banca Mondiale e delle leggi sull'istruzione.
Alcuni militanti del FER-Sp erano anche membri di gruppi guerriglieri come l'M-19 e l'ELN. Questo portò a una stigmatizzazione del movimento studentesco.
Nei primi due anni, ¡A Luchar! riuscì a radicarsi nelle principali città e in regioni più colpite dal conflitto armato come Norte de Santander e Magdalena Medio, anche grazie al lavoro di agitazione e formazione del FER-Sp. Il dibattito su condizioni di vita dignitose, accesso alla sanità, istruzione e servizi pubblici fu portato dalle aule ai quartieri.
¡A Luchar! considerava le Juntas de Acción Comunal (JAC) uno spazio prioritario per sviluppare il lavoro pedagogico e sociale con gli abitanti dei quartieri popolari. Attraverso questi organismi di partecipazione senza scopo di lucro, regolamentati dal Decreto 380 del 1987, l'organizzazione poté espandere il suo lascito e ampliare la base militante.
Studenti, sindacalisti, lavoratori e organizzazioni di quartiere divennero quindi il nuovo fronte di lotta e la base sociale di ¡A Luchar!. Desiderosi di tornare alle pratiche di lotta diretta, convocarono un nuovo sciopero nella regione nord-orientale della Colombia per esigere migliori condizioni di vita e di lavoro nelle aree rurali.

## Lo sciopero del 1987 nel nord-est
Nel 1987, rafforzato dall'integrazione del movimento studentesco, di alcune comunità indigene e organizzazioni contadine, ¡A Luchar! convocò un nuovo sciopero nelle regioni nord-orientali della Colombia, in particolare a Barrancabermeja e nel Catatumbo. L'obiettivo era esigere dal governo il rispetto della sovranità nazionale, la fine del saccheggio delle risorse naturali da parte delle multinazionali e condizioni di vita dignitose per i contadini.
Lo sciopero iniziò il 7 giugno con il blocco della strada tra Bucaramanga e Barrancabermeja, a cui si aggiunsero marce di contadini verso le principali piazze di città come Barrancabermeja, Cúcuta e Tibú, e disordini nelle università guidati dal FER-SP. Secondo il movimento, circa 250.000 persone parteciparono allo sciopero che si estese anche ad Arauca, Santander e Cesar.
Il governo fu costretto a negoziare con i leader locali e nazionali per raggiungere accordi che permettessero la ripresa delle attività nelle aziende e lo sblocco delle strade. I principali punti richiesti da ¡A Luchar! erano la smilitarizzazione delle campagne e la difesa della sovranità nazionale, espellendo i battaglioni d'alta montagna e revocando le concessioni alle multinazionali. Il governo si impegnò a investire parte del budget nazionale nei comuni e a indagare su morti e persecuzioni dei leader locali.
Lo sciopero si concluse dopo una settimana con gli accordi di Ocaña e Saravena che prevedevano l'accesso ai servizi pubblici, salute, istruzione, la riparazione delle strade rurali e l'avvio della costruzione di una rete fognaria nel Catatumbo.

## ICabildos Populares
Sull'onda del successo dello sciopero, ¡A Luchar! lanciò la campagna El pueblo habla, el pueblo manda ("Il popolo parla, il popolo comanda") per costruire il potere popolare a livello locale attraverso assemblee chiamate Cabildos Populares. L'idea era che in sei mesi i Cabildos diventassero enti autonomi extra-istituzionali capaci di proporre progetti per programmi popolari municipali, soprattutto nelle regioni più colpite dal conflitto armato e dall'abbandono statale.
I Cabildos, che funzionarono per oltre un anno a Pailitas e Barrancabermeja, discutevano di questioni come aumenti delle tariffe dei servizi pubblici e organizzazione di scioperi. Godevano di più legittimità dei consigli comunali e dei governatorati. Le autorità li accusarono di essere controllati dalla guerriglia e di obbligare le comunità a parteciparvi. In alcuni casi, come a Pailitas, i Cabildos arrivarono a convocare i sindaci per rendere conto pubblicamente del loro operato.
Tutti i tentativi di riunione furono repressi e spesso finivano in scontri con la polizia o con gli organizzatori arrestati. I Cabildos segnarono l'inizio del genocidio contro ¡A Luchar!: nelle regioni in cui ebbero maggior successo si concentrarono arresti di massa, omicidi selettivi e perquisizioni ai danni delle organizzazioni sociali e civiche aderenti, ad opera anche di gruppi paramilitari.
Secondo i piani, le decisioni prese nei Cabildos dovevano essere discusse in un'Assemblea Nazionale Popolare (ANP) che funzionasse allo stesso modo ma a livello nazionale, tracciando la roadmap per mobilitazioni e scioperi in tutto il paese. Ci fu un dibattito interno se invitare o meno le istituzioni a farne parte.

## Le marce di maggio 1988 e lo sciopero generale
Tra il 22 e il 30 maggio 1988, circa 80.000 contadini di vari dipartimenti marciarono verso i capoluoghi municipali per esigere ancora una volta dal governo rispetto per la sovranità, fine del saccheggio delle risorse naturali e condizioni di vita dignitose. L'agitazione riempì le strade di volantini, chiuse strade e creò un clima favorevole alla "sollevazione popolare".
La dirigenza di ¡A Luchar! pensava che il successo delle marce avrebbe determinato la realizzazione dell'ANP. Tuttavia, la repressione contro il movimento portò a un risultato avverso. La stampa denunciò il "fallimento" delle marce, accusandole di essere controllate da ELN e EPL per creare disordini. Le autorità impedirono le marce in vari dipartimenti, portando ad arresti di massa e scontri.
Ci furono gravi incidenti, come l'uccisione del colonnello Rogelio Correa Campos a San Vicente de Chucurí mentre mediava con i contadini, a cui l'esercito rispose sparando sulla folla e uccidendo decine di persone. Una dinamica simile si verificò nel massacro di La Fortuna. Alla fine delle giornate, circa 500 persone furono arrestate e più di 50 contadini uccisi, con decine di feriti e innumerevoli persone perseguite per il reato di ribellione.
Il disastroso risultato delle marce indebolì ¡A Luchar!, ma ciò nonostante la dirigenza indisse uno sciopero generale per il 27 ottobre. La mancanza di coordinamento impedì che diventasse davvero uno sciopero nazionale, causando un'ulteriore perdita di forza e credibilità del movimento.
Lo sciopero fu un fiasco poiché era stato organizzato dai sindacati più vicini al potere e lontani dai problemi delle campagne. Ciò portò a un periodo di dibattito interno sulla strategia da adottare per realizzare davvero il potere popolare. A ciò si aggiunse la stigmatizzazione dei leader per le coincidenze politiche con l'ELN. Secondo lo storico Sergio Fajardo, in quel periodo si contavano già 110 militanti assassinati, oltre 50 torturati e scomparsi, centinaia di perquisizioni nelle sedi di sindacati, movimenti studenteschi e contadini, oltre a procedimenti giudiziari contro i membri della guerriglia.

## Rapporti con l'ELN
Sebbene ¡A Luchar! fosse nato dalle organizzazioni sociali e dai sindacati, secondo un ex membro della Corriente de Renovación Socialista (CRS), una fazione dell'ELN, il movimento fu in realtà il frutto di una decisione politico-militare della guerriglia. Sia l'ELN che ¡A Luchar! avevano adottato l'ideologia della teologia della liberazione come mezzo per prendere il potere, manifestato in un "potere popolare" da esercitare attraverso l'azione diretta. Si differenziavano perché gli uni lo esercitavano con le armi, gli altri con la politica, ma condividevano il pensiero di Camilo Torres.
Ebbero in comune anche l'impegno per la costruzione di programmi nazionali e rivendicazioni proprie del popolo attraverso assemblee popolari locali e un consenso nazionale: per la guerriglia lo spazio si chiamava Convención Nacional, per il movimento Asamblea Nacional Popular. Condivisero la politica astensionista, la promozione di spazi contro le multinazionali e azioni di rifiuto dell'ingerenza straniera nello sfruttamento del petrolio.
Già dagli anni '70 l'ELN aveva posto l'importanza di guidare le organizzazioni sociali, studentesche, sindacali e politiche per costruire le autodifese popolari e l'Esercito, da cui dipendeva la difesa della rivoluzione nelle aree rurali e urbane. Secondo alcuni documenti interni, l'orientamento era influenzare in modo clandestino le organizzazioni della società civile per diffondere i principi politici e organizzativi dell'ELN. ¡A Luchar! fu uno di questi "fronti di massa" che servì, tra le altre cose, a realizzare una simbiosi tra il potere militare e il potere dell'avanguardia.
Tuttavia, i coordinatori di ¡A Luchar! negano che il movimento fosse condotto dall'ELN, poiché vi partecipavano molte altre organizzazioni con voce in capitolo, sebbene riconoscano che la presenza della guerriglia ne rafforzò alcuni aspetti, come le azioni dirette contro lo Stato.
Secondo documenti interni dell'ELN, ¡A Luchar! era denominato "Aurora" e ci furono tensioni sulla partecipazione o meno delle unità guerrigliere. Il Frente Domingo Laín promosse l'uscita dell'ELN dal movimento perché non potevano stare in un'organizzazione che dava spazio al cristianesimo e all'ingerenza di organizzazioni "burocratiche" come alcuni sindacati.
L'uscita dell'ELN da ¡A Luchar! si dovette a varie circostanze, tra cui le persecuzioni e gli omicidi contro i militanti alla fine degli anni '80, le discussioni sulla partecipazione o meno alle elezioni e il fallimento nell'influenzare direttamente la politica nazionale attraverso l'apparato legale. Ciò portò anche alla smobilitazione della CRS, i cui membri optarono per fare politica senza armi, influenzati dall'esperienza in ¡A Luchar!.

## Gli anni '90: il sogno frustrato del potere popolare
Negli anni '90 ¡A Luchar! passò dalla radicalità astenizionista e di ricerca di vie di fatto per prendere il potere, alla via elettorale e di partecipazione democratica. Pensò di partecipare all'Assemblea Costituente del 1991 con candidati e proposte insieme all'Unión Patriótica nella lista Por la Vida. Per ¡A Luchar! parteciparono Daniel Libreros e Carlos Caicedo, furono eletti Alfredo Vásquez e Aída Abella.
Ciò provocò l'uscita di varie organizzazioni che ritenevano si fosse persa l'essenza del movimento e l'opzione del potere popolare. Ad esse si aggiunse la polemica per la presenza dell'ex generale José Joaquín Matallana nella lista, che causò un ulteriore esodo di militanti. Alla fine la partecipazione di ¡A Luchar! fu limitata all'assistenza degli eletti per l'UP come Aída Avella.
Mentre in Parlamento si dibatteva il nuovo ordine costituzionale, l'ELN decise di non partecipare più al movimento. Secondo ex membri della CRS, ciò significò perdere in qualche modo la guida organizzativa, lasciando ¡A Luchar! in mano a "burocrati" legati al potere e "idealisti" che continuarono a scommettere su un progetto ormai privo di senso per la congiuntura politica.
Così ¡A Luchar! agonizzò con la Costituente del '91. La militanza si ridusse dopo il ritiro dei principali sindacati e l'esodo di chi non credeva nella partecipazione politica attraverso l'Assemblea. Nel frattempo, nelle regioni le organizzazioni non si erano ancora riprese dall'impatto di perquisizioni, arresti e persecuzioni contro i loro leader. Secondo cifre del movimento, a fine 1991 almeno 500 membri erano stati vittime di paramilitari e Stato, uccisi, torturati, sfollati o arrestati senza prove. Molti sopravvissuti sono tuttora in esilio in Canada e Barcellona.
Dopo il processo costituente, la militanza di ¡A Luchar! finì per dissolversi completamente: alcuni tornarono alle organizzazioni di origine, altri si unirono a nuove iniziative politiche, altri continuarono a tessere processi di unità con la base della società, sognando di forgiare una nuova organizzazione per contendersi il potere popolare. Tuttavia, chi continuò a lavorare nei movimenti sociali sostiene che l'organizzazione non finì ma si trasformò per "continuare a camminare la parola, per città, sentieri e montagne".

## Un caso tra molti esempi da non dimenticare
La storia di ¡A Luchar! rappresenta uno dei numerosi esempi di organizzazioni, processi, collettività, popolazioni e comunità della società civile colombiana che non hanno ricevuto un adeguato riconoscimento da parte delle istituzioni statali come soggetti di riparazione ai sensi della Legge 1448 sulle Vittime e la Restituzione delle Terre.
L'esperienza di questo movimento evidenzia le lacune esistenti in Colombia in materia di verità, giustizia e riparazione per le vittime del conflitto armato. Lo sterminio di ¡A Luchar!, legato anche al fenomeno del paramilitarismo, non è stato pienamente riconosciuto nonostante siano trascorsi oltre 12 anni dall'entrata in vigore della Legge 975 di Giustizia e Pace. La Colombia non ha ancora sviluppato una politica efficace per ascoltare le testimonianze degli agenti dello Stato e dei civili coinvolti in gravi violazioni dei diritti umani e del diritto internazionale umanitario. Ciò ha contribuito a una memoria storica frammentaria, con verità parziali, casi irrisolti e schemi di vittimizzazione non pienamente caratterizzati.
I membri e i leader di ¡A Luchar!, così come quelli di altre organizzazioni della società civile, si definiscono resistenti piuttosto che vittime e hanno intrapreso processi di recupero di archivi, documenti e testimonianze con l'obiettivo di fare luce su periodi e congiunture spesso trascurati dalla storiografia ufficiale, dal mondo accademico e dalle istituzioni.
Gli Accordi di pace dell'Avana del 2016 tra le FARC e il governo di Juan Manuel Santos hanno aperto una nuova opportunità per la partecipazione dei soggetti coinvolti nel conflitto al chiarimento della verità. L'istituzione della Commissione per il Chiarimento della Verità, la Convivenza e la Non Ripetizione (CEV) rappresenta una possibilità per le vittime di ottenere verità e dignificazione attraverso il contributo di terzi e agenti statali.
La CEV ha avviato laboratori di ascolto con diversi settori sociali, tra cui il movimento sindacale, durante i quali è emersa la vittimizzazione subita da ¡A Luchar! e la necessità di fare chiarezza sulla storia, le ripercussioni e lo sterminio del movimento da parte di paramilitari e apparati statali. Marta Ruiz, una degli 11 commissari della CEV, ha sottolineato l'importanza di sfruttare appieno l'opportunità rappresentata dal lavoro della Commissione per risarcire le vittime, ricostruire la memoria dei vari settori, comunità e territori del paese e progredire nel chiarimento delle gravi violazioni dei diritti umani commesse durante il conflitto.
Nell'ambito del mandato della CEV, il caso di ¡A Luchar!, insieme a quello di altri movimenti, sindacati, comunità e territori, sarà oggetto di studio prioritario con l'obiettivo di riscrivere la storia del paese in una prospettiva di dignificazione delle vittime e di costruzione di garanzie di convivenza e non ripetizione, passi necessari affinché la Colombia possa chiudere un ciclo di violenza durato oltre cinque decenni.